# Cytokinreceptor
Cytokinreceptorer är en form av cellmembransreceptorer som binder ligander kallade cytokiner. De är en form av tyrosinkinaser, men har ingen egen tyrosinkinasaktivitet. Aktivering av receptorn aktiverar istället det associerade kinaset januskinas, JAK, som först fosforylerar varandra, därefter andra målproteiner i någon av dess associerade signaltransduktionskedjor.
En vanlig signaltransduktionsväg är JAK-STAT-signaltransduktionsvägen, som leder till fosforylering och dimerisering av STAT-proteiner, som fungerar som transkriptionsfaktorer.
JAK kan även aktivera alla signaltransduktionsvägar associerade med tyrosinkinasreceptorer, nämligen: 
- Ras/MAPKinas-signalvägen
- PI3K/PKB-signalvägen
- Fosfolipas C-IP3/DAG-PKC-signalvägen